# Thatcheria mirabilis
Thatcheria mirabilis (nomeada, em inglês, Japanese wonder shell ou Miraculous Thatcheria; em Portugal, denominada Maravilha-japonesa) é uma espécie de molusco gastrópode marinho do gênero Thatcheria, pertencente à família Raphitomidae (antes classificada entre os Turridae, ou Thatcheriidae). Foi nomeada por George French Angas, em 1877, no texto "Descriptions of a new genus of gasteropodous Mollusca from Japan, and of a new species of Bullia from Kurachi" (publicado no Proceedings of the Zoological Society of London; páginas 529–530), junto com seu gênero. É considerada a concha mais requintadamente moldada do mundo.

## Descrição da concha
Concha de até 12 centímetros de comprimento, de coloração creme a amarelada e delgada em sua espessura. Suas laterais são retas, o que a torna cônica; contrastando com a parte superior de sua espiral, que forma um forte ângulo (incluindo uma curva reentrância na parte superior de seu lábio externo) e torna o formato desta espécie característico. Canal sifonal e interior da abertura de coloração branca.

## Denominação, habitat e distribuição geográfica
G. F. Angas, ao nomear esta nova espécie, disse: "esta concha muito notável, muito diferente de qualquer coisa encontrada até agora, foi recentemente trazida do Japão pelo Sr. Charles Thatcher", que emprestou o seu sobrenome ao gênero Thatcheria. Outros espécimes só foram coletados a partir do início da década de 1930. O seu tipo nomenclatural foi descrito no Proceedings of the Zoological Society of London, em 1877, e seu lábio externo fora danificado e reconstruído usando papel machê. Embora Angas não mencionasse este dano, o reparo é claramente visível na ilustração original. O termo de sua espécie, mirabilis, possui o significado latino de algo maravilhoso, surpreendente, extraordinário ou inusual.
No Japão ela é encontrada na costa meridional das ilhas de Honshu e Shikoku, entre a profundidade de 120 a 180 metros (atingindo até 508 metros), mas também em Taiwan, nas Filipinas e chegando até o noroeste da Austrália.

## Museu Solomon R. Guggenheim
De acordo com a publicação Man and Shells, o projeto arquitetônico do museu Solomon R. Guggenheim, de Nova Iorque, foi inspirado pela forma do molusco Thatcheria mirabilis, ou do Nautilus, segundo o reconhecimento de seu próprio arquiteto, Frank Lloyd Wright.

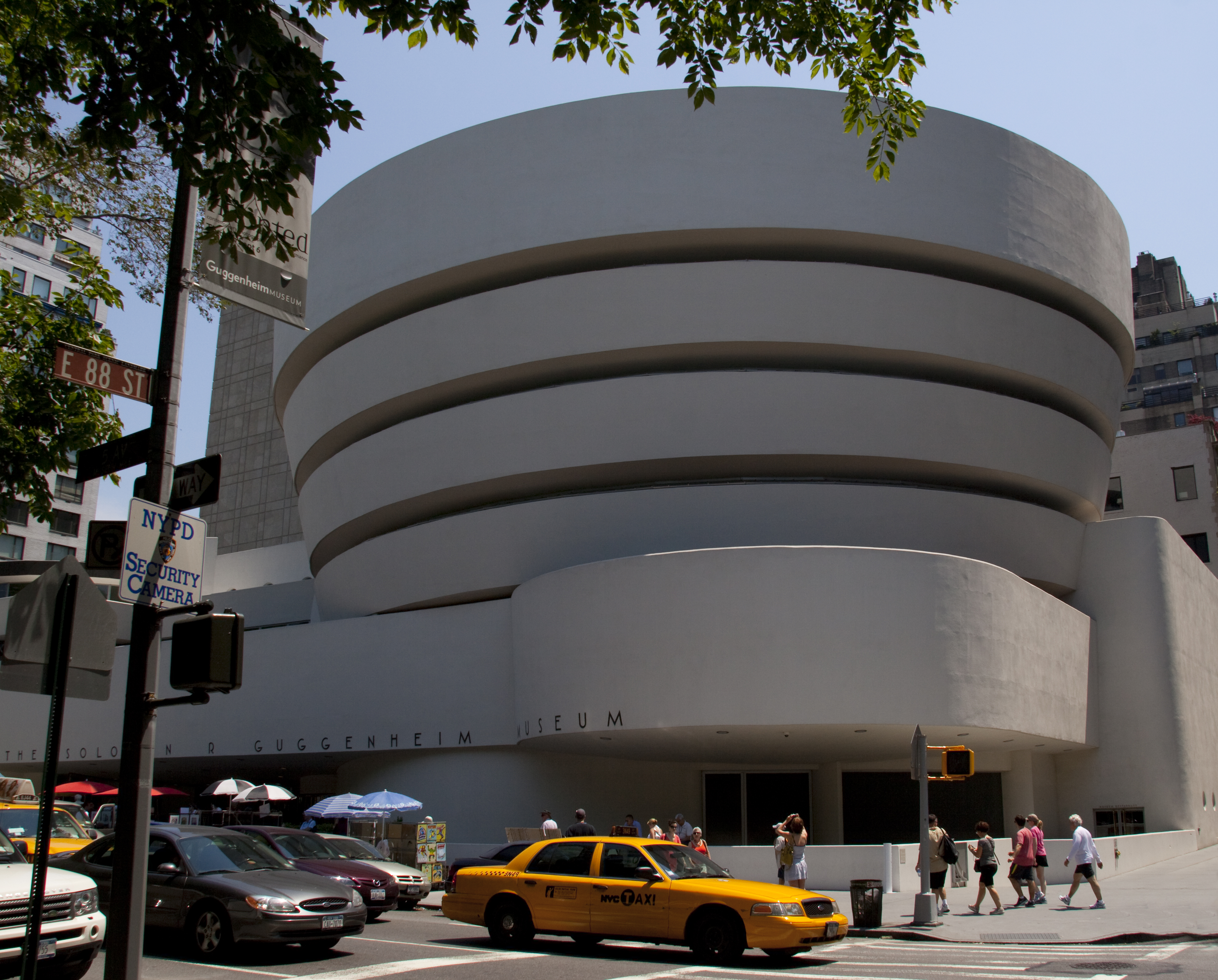
Fotografia do edifício do museu Solomon R. Guggenheim.